# Deutschmeister Jubiläumsmarsch
La Deutschmeister Jubiläumsmarsch (Marcia del giubileo della Deutschmeister) op.470, è una composizione musicale di Johann Strauss (figlio).

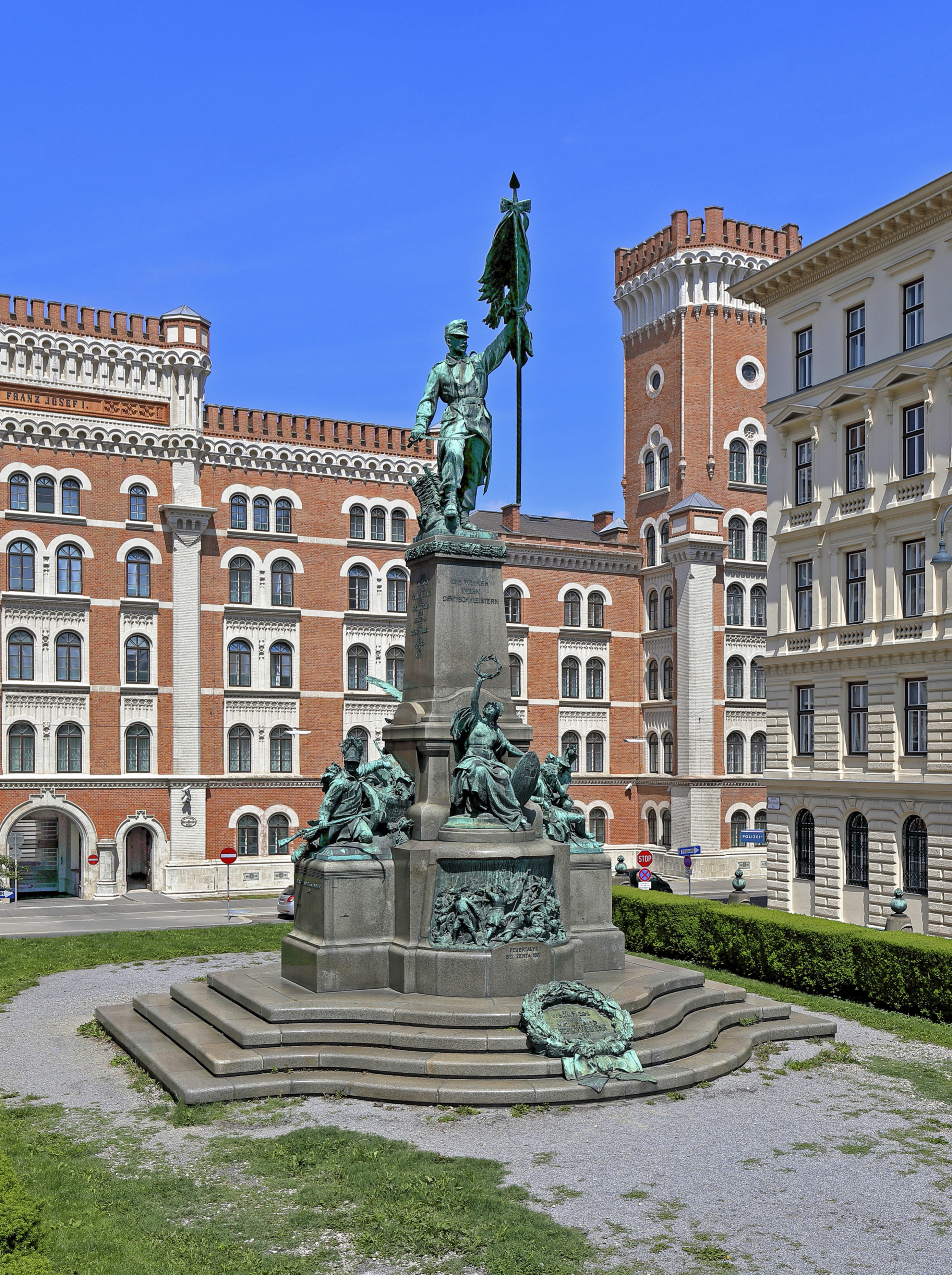
Il Deutschmeister-Denkmal, monumento commemorativo dellHoch-und Deutschmeister, a Vienna.

Nel 1525 Alberto di Hohenzollern, Hochmeister (gran maestro) dell'Ordine dei cavalieri tedeschi, fondato in Terra santa come confraternita religiosa nel 1190, voltò le spalle dal suo credo cattolico. Cinque anni più tardi il suo superiore Deutschmeister (maestro tedesco) si unì al resto della nobiltà in una forza militare sotto il nome di Hoch-und Teutschmeister.
Nel 1694 la Hoch-und Teutschmeister, a seguito del decreto del cavaliere tedesco Franz Ludwig (conte dell'Elettorato Palatino e duca di Neuburg), avviò l'istituzione di una forza militare denominata Teutschmeistertruppe. Nel 1696 le tredici periferie di Vienna vennero comprese nella Deutschmeister, che fu ribattezzata "Reggimento di fanteria n° 4 Hoch-und Deutschmeister", affettuosamente chiamato dai viennesi Uns're Edelknaben (i nostri nobili ragazzi).
Nel 1781 l'imperatore Giuseppe II impose la coscrizione forzata e istituì "l'assunzione dei distretti", a ciascuno dei quali venne assegnato il proprio reggimento di fanteria.
In occasione del 200º anniversario della Hoch-und Deutschmeister, vennero istituiti quattro giorni di celebrazioni ufficiali che si svolsero a Vienna dal 4 al 7 settembre 1896. Dalla Galizia, dove in quel momento si trovava, l'imperatore Francesco Giuseppe inviò un telegramma di congratulazioni e svariati articoli di giornale si occuparono di descrivere nei minimi particolari la storia del reggimento, alcuni teatri scrissero delle opere appositamente per l'occasione (Die Deutschmeister, Wiener Edelknaben...) e tra le numerose feste organizzate ve ne fu una al Prater in cui sfilarono gli ufficiali della Hoch-und Deutschmeister nelle loro divise.
Il 9 settembre, due giorni dopo la chiusura dei festeggiamenti, Gabor Steiner, un popolare attore di teatro, propose un "gran festival viennese" i cui proventi sarebbero stati destinati ai veterani del reggimento. Il 5 settembre, la Neue Freie Presse annunciò:
(Neue Freie Presse)
Bayer e Hellmesberger, a differenza di Strauss, avevano in passato già avuto modo di collaborare con la Hoch-und Deutschmeister, anche se mai come capi banda. Al  festival vi fu la prima per queste tre marce (Deutschmeister Jubiläums-Marsch di Strauss, Deutschmeister regiment-Marsch di Bayer e Hoch-und Nieder-Marsch di Joseph Hellmesberger) che nel corso della manifestazione furono eseguite da un'orchestra di 400 musicisti provenienti da otto bande di reggimento, al cospetto di 18.000 visitatori.
Dal Fremdenblatt del 10 settembre:
(Fremdenblatt)
Il reporter del Neue Freie Presse, fu più specifico rivelando:
(Neue Freie Presse)